# Vjačeslav Daev
Vjačeslav Evgen'evič Daev (in russo Вячеслав Евгеньевич Даев?; Tula, 6 settembre 1972) è un allenatore di calcio ed ex calciatore russo, di ruolo difensore.

## Carriera

### Club
Dopo l'inizio in squadra minori del campionato russo, approda nel 1995 nel Kryl'ja Sovetov Samara. Nella squadra gioca una sola stagione, con 29 presenze. La stagione successiva viene acquistato dalla Baltika Kaliningrad, dove rimane fino alla retrocessione del 1998. La vera consacrazione arriva con la Torpedo Mosca, grazie alla quale trova anche un posto in nazionale. Con la squadra di Mosca, realizza 8 reti in 91 presenze nel Campionato russo di calcio. Gioca così anche la sua prima partita in una competizione europea, il 20 settembre 2001 esordisce in Coppa Uefa contro l'Ipswich Town. Nel 2002, acquistato dal CSKA Mosca, vince la Coppa di Russia, unico trofeo della sua carriera. Chiude col calcio giocato nel biennio 2003-2004 con la maglia del Šinnik.

### Nazionale
La prima convocazione arriva nel settembre del 2001 a Lubiana contro la Slovenia per le Qualificazioni ai mondiali 2002. In totale colleziona 8 presenze. È tra i convocati nel Mondiale 2002, è il numero 13 di mister Oleg Romancev. Durante la manifestazione però, non gioca nemmeno un minuto. La sua ultima gara è l'amichevole di Mosca contro la Svezia, il 21 agosto 2002; il match si concluderà con il risultato di 1-1.

### Allenatore
Nel 2007 gli viene affidata la panchina della Torpedo Mosca, nella quale è stato anche difensore. Nel 2008 riveste lo stesso incarico per una stagione intera. Dal 2010 è il commissario tecnico della Nazionale di calcio della Russia Under-19.

## Statistiche

### Cronologia presenze e reti in Nazionale
| Cronologia completa delle presenze e delle reti in nazionale ― Russia | Cronologia completa delle presenze e delle reti in nazionale ― Russia | Cronologia completa delle presenze e delle reti in nazionale ― Russia | Cronologia completa delle presenze e delle reti in nazionale ― Russia | Cronologia completa delle presenze e delle reti in nazionale ― Russia | Cronologia completa delle presenze e delle reti in nazionale ― Russia | Cronologia completa delle presenze e delle reti in nazionale ― Russia | Cronologia completa delle presenze e delle reti in nazionale ― Russia |
| Data                                                                  | Città                                                                 | In casa                                                               | Risultato                                                             | Ospiti                                                                | Competizione                                                          | Reti                                                                  | Note                                                                  |
| --------------------------------------------------------------------- | --------------------------------------------------------------------- | --------------------------------------------------------------------- | --------------------------------------------------------------------- | --------------------------------------------------------------------- | --------------------------------------------------------------------- | --------------------------------------------------------------------- | --------------------------------------------------------------------- |
| 1-9-2001                                                              | Lubiana                                                               | Slovenia                                                              | 2 – 1                                                                 | Russia                                                                | Qual. Mondiali 2002                                                   | -                                                                     |                                                                       |
| 6-10-2001                                                             | Mosca                                                                 | Russia                                                                | 4 – 0                                                                 | Svizzera                                                              | Qual. Mondiali 2002                                                   | -                                                                     | 26’                                                                   |
| 14-11-2001                                                            | Riga                                                                  | Lettonia                                                              | 1 – 3                                                                 | Russia                                                                | Amichevole                                                            | -                                                                     |                                                                       |
| 13-2-2002                                                             | Dublino                                                               | Irlanda                                                               | 2 – 0                                                                 | Russia                                                                | Amichevole                                                            | -                                                                     | 90’                                                                   |
| 27-3-2002                                                             | Tallinn                                                               | Estonia                                                               | 2 – 1                                                                 | Russia                                                                | Amichevole                                                            | -                                                                     | 46’                                                                   |
| 17-4-2002                                                             | Saint-Denis                                                           | Francia                                                               | 0 – 0                                                                 | Russia                                                                | Amichevole                                                            | -                                                                     |                                                                       |
| 17-5-2002                                                             | Mosca                                                                 | Russia                                                                | 1 – 1 dts (4 – 5 dtr)                                                 | Bielorussia                                                           | LG Cup 2002                                                           | -                                                                     | 46’                                                                   |
| 21-8-2002                                                             | Mosca                                                                 | Russia                                                                | 1 – 1                                                                 | Svezia                                                                | Amichevole                                                            | -                                                                     | 46’                                                                   |
| Totale                                                                |                                                                       | Presenze                                                              | 8                                                                     |                                                                       | Reti                                                                  | 0                                                                     |                                                                       |

## Palmarès

### Giocatore

#### Competizioni nazionali
- Coppa di Russia: 1

CSKA Mosca: 2002